# Anemija
Anemija je stanje koje je definirano smanjenim volumenom crvenih krvnih stanica (eritrocita) u cirkulaciji i/ili smanjenom količinom hemoglobina (proteina koji nosi kisik u crvenim krvnim stanicama).
Kao posljedica toga je smanjena sposobnost krvi da prenosi kisik do tkiva, zbog čega se razvija tkivna hipoksija. Hemoglobin mora biti prisutan da bi osigurao adekvatnu oksigenaciju svih tjelesnih tkiva i organa.
Među tri glavna uzroka anemije spadaju prekomjeran gubitak krvi (hemoragija), prekomjerno uništenje crvenih krvnih stanica (hemoliza) ili nedostatna proizvodnja crvenih krvnih stanica (nedostatna eritropoeza).

## Klasifikacija
Anemija je najučestaliji krvni poremećaj. Postoji nekoliko vrsta anemije, uzrokovane širokim spektrom različitih vrsta uzroka. 
Anemija se klasificiraju prema volumenu crvene krvne stanice (MCV parametru) na: 
- mikrocitne (smanjen volumen), MCV < 80 fL
- normocitne (normalan volumen), MCV 80 - 95 fL
- makrocitne ili megaloblastične (povećan volumen), MCV > 95 fL

Anemije se kalsificiraju i prema patogenetskom mehanizmu:
- hipoproliferacijske anemije:
  - aplastična anemija
  - izolirana aplazija crvene loze
  - anemija zbog kroničnog bubrežnog zatajenja
  - anemija zbog endokrinoloških bolesti

- anemija zbog poremećaja u sazrijevajnu eritrocita:
  - megaloblastična anemija - deficit vitamina B12 ili folne kiseline
  - sideropenična anemija - deficit Fe

- hemolitičke anemije ili povećan gubitak krvi:
  - nasljedne - poremećaji membrane, metabolizma i hemoglobina eritrocita
    - poremećaji membrane eritrocita: nasljedna sferocitoza, nasljedna eliptocitoza, nasljedna stomatocitoza, akantocitoze
    - poremećaji metabolizma eritrocita: manjak enzima glukoza-6-fosfat dehidrogenaze, manjak enzima heksokinaze, manjak enzima piruvat-kinaze,
    - poremećai sastava i sinteze hemoglobina: talasemije, eritropoetička porfirija, hemoglobin S, hemoglobin C, D i E, nestabilni hemoglobini

  - stečene - mikroangiopatske, imunološke, hipersplenizam, akutno krvarenje :
    - paroksizimalna noćna hemoglobinurija
    - sindrom fragmentacije eritrocita
    - mikroangiopatska hemolitička anemija (trombocitička trombocitopenična purpura - TTP, hemolitičko-uremički sindrom - HUS, anemija zbog DIK-a, meningokokne sepse ili tijekom preeklampsije)
    - sekundarna hemolitička anemija (zbog bolesti jetre ili bubrega)
    - imune hemolitičke anemije
    - uzrokovane kemijskim i fizikalnim agesima (lijekovi, industrijske tvari, opekline)

- anemije nepoznatog ili višestrukog mehanizma nastajanja:
  - anemija zbog infiltracije koštane srži
  - anemija kronične bolesti
  - anemija zbog nutritivnih manjaka
  - sideroblastična anemija

Dvije najčešće anemije su: sideropenična anemija (nastala zbog nedostatka željeza) i anemija kronične bolesti (javlja se zajedno s određenim bolestima, zaraznim i nezaraznim, malignim ili traumi).

## Znaci i simptomi
Anemija se kod mnogih ljudi javlja nezapaženo, a njeni simptomi mogu biti prilično nejasni i neprimijetni. Najčešće, pacijenti koji boluju od anemije, žale se na opći osjećaj slabosti i nelagode. Kratak dah se javlja u mnogo težim slučajevima. Vrlo teški oblik anemije dovodi do kompenzacijske reakcije pri kojoj se krvni tlak zamjetno povećava, uzrokujući palpitacije i znojenje; ovaj proces kod starijih ljudi može dovesti do zatajenja srca.
Palor (blijeda koža i sluznice) se primjećuje samo u teškim slučajevima anemije, i stoga nije pouzdan simptom.

## Dijagnoza
Najčešći način dijagnosticiranja anemije je uz pomoć labaratorijske analize kompletne krvne slike (KKS). 
Za određivanje anemije i njenog uzroka korisni su različiti podaci dobiveni labaratorijskom analizom krvi, kao što su koncentracija hemoglobina i hematokrita, stanični indeksi (MCV - prosječni stanični volumen; MCHC - prosječna stanična koncentracija hemoglobina), broj retikulocita, serumski feritin, razina željeza u krvi uz ukupnu sposobnost vezanja željeza (TIBC- engl. "total iron binding capacity"), razina vitamina B12 u krvi, razina folne kiseline u krvi, bilirbin i indirektni bilirubin, haptoglobin.